# Gent-Wevelgemroute

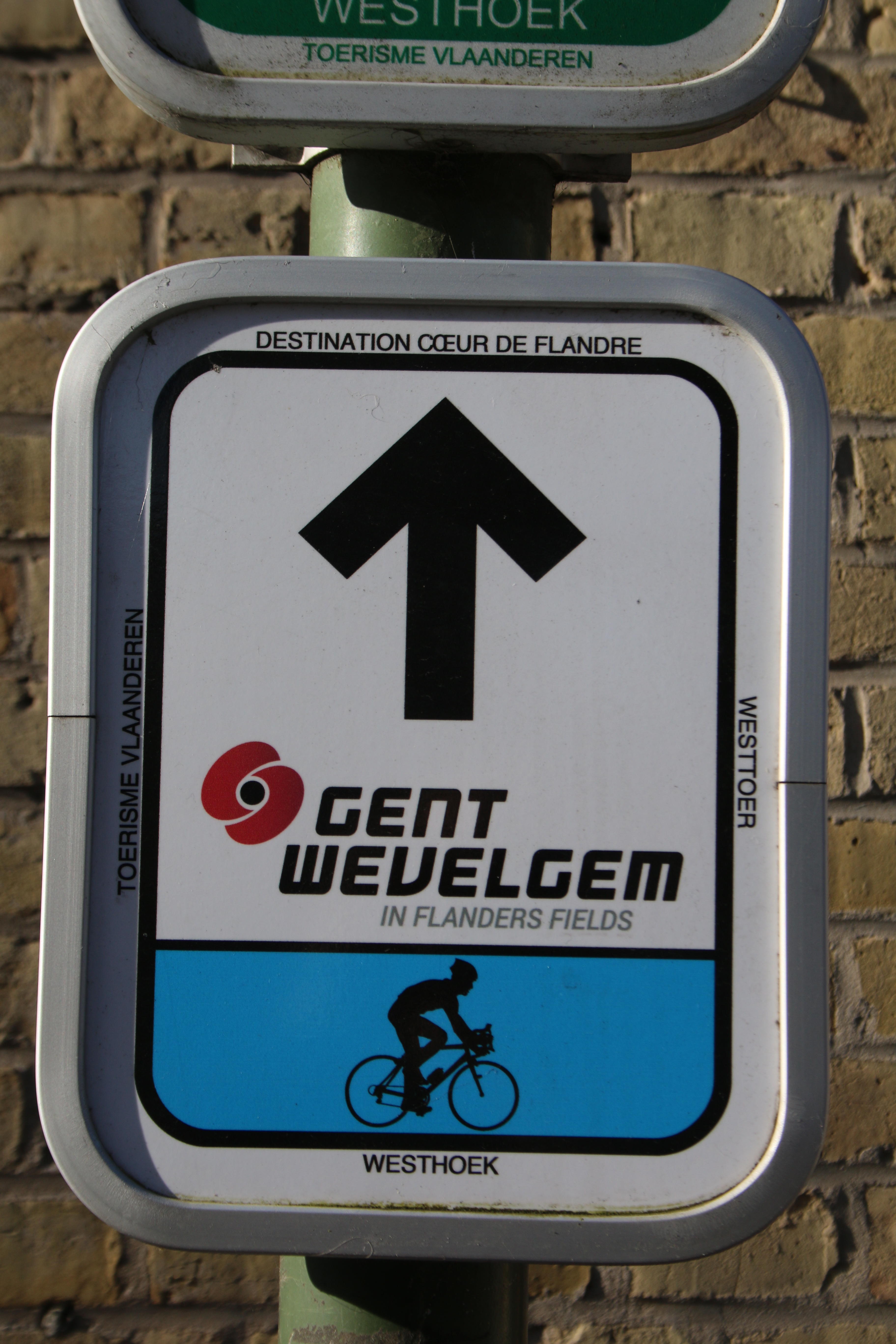

De Gent-Wevelgemroute is een lusvormige fietsroute in de Belgische provincie West-Vlaanderen. De toeristische fietsroute rijgt de verschillende hellingen aan elkaar die door de renners worden beklommen tijdens  Gent-Wevelgem. De Gent-Wevelgemroute is bewegwijzerd door Toerisme West-Vlaanderen en bestaat uit twee bewegwijzerde lussen: de blauwe en de rode lus. Alle hellingen op het parcours worden aangeduid op het wegdek waarop lengte en hellingspercentage staan te lezen.
De beide lussen starten aan het Bezoekerscentrum Het Heuvelland in Kemmel. De blauwe lus is 28 kilometer lang, de rode lus was bij de introductie in 2018 nog 100 km lang maar dat is later teruggebracht naar 84 km. Beide lussen zijn te combineren zodat er een tocht van 112 km ontstaat. De blauwe lus voert naar Ieper en terug. De rode lus voert over de bekende beklimmingen (voorheen maakte deze een uitstapje naar enkele beklimmingen in Frans-Vlaanderen, dat is bij het inkorten vervallen). Tevens gaat ze over de Plugstreets tussen Mesen en Ploegsteert.

## Verloop

### Blauwe lus
De blauwe lus van 28 km gaat na Kemmel door Voormezele naar Ieper. Hier loopt ze onder de Menenpoort door en langs de Lakenhalle van Ieper. Daarna gaat ze terug naar Kemmel.

### Rode lus
De rode lus van 84 km gaat na Kemmel direct over de Lettenberg. Na deze klim volgt de beklimming van de Scherpenberg. Langs Reningelst en Westouter gaat het via de Schomminkelberg en de Baneberg naar Loker. Via Dranouter en Wulvergem volgt de Kraaiberg. Na Mesen volgen de Plugstreets Hill 63, Christmace Truce en The Catacombs en de klim van de Rozenberg. Na terugkeer in Wulvergem gaat het naar de Kemmelberg waar eerst de zijde Belvédère en daarna de zijde Ossuaire wordt beklommen. Tot slot gaat de lus over de Monteberg en eindigt in Kemmel.

### Voormalige rode lus
Toen de route nog 100 km was ging het na Westouter naar Frankrijk. Via Boeschepe en Godewaersvelde volgde de de beklimming van de Katsberg. Na Berten volgde de beklimming van de Kokereelberg en de Zwarteberg. Na Sint-Janskappel en Belle volgde de beklimming van de Ravensberg. Terug in België liep de route naar Loker en volgen de beklimmingen van de Baneberg en de Rodeberg. Daarna ging het via Plugstreets naar de dubbele Kemmelbergbeklimmingen en de Monteberg. 
Ronde van Vlaanderenroute · Gent-Wevelgemroute · Brabantse Pijlroute · Amstel Gold Raceroute